# Юрковский, Николай Фёдорович
Никола́й Фёдорович Юрко́вский (?—1855) — русский военный моряк, капитан 1-го ранга (23.08.1850), герой русско-турецкой войны 1828-1829 гг. и обороны Севастополя (тяжело ранен при защите города).

## Биография
Службу свою начал гардемарином Черноморского флота 11 июля 1820 г. и в следующем году, 20 марта, был произведён в мичманы, а 22 февраля 1828 г. в лейтенанты.
В этом году, плавая на корабле «Париж», он участвовал во взятии у горцев Анапы и в разгроме турецких судов под Варной. За это был награждён 18 августа 1828 г. орденом Святого Георгия 4-й степени (№ 4158 по списку Григоровича— Степанова).

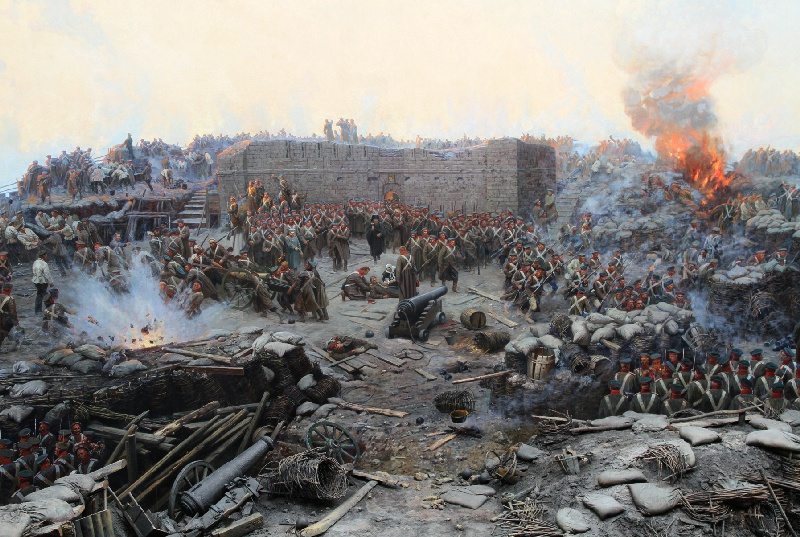
Оборона Севастополя

В следующем году, плавая на корабле «Пармен», он участвовал в сражении под Пендераклией, при сожжении турецкого корабля и при взятии Инады и Мидии. Причём, также отличился и был награждён орденом Святого Владимира 4-й степени с бантом. Далее, до Крымской войны Юрковский командовал брандвахтенным люгером «Стрела», плавал на кораблях «Императрица Мария» и «Память Евстафия», командовал призовым судном № 8, транспортом «Днепр», корветом «Пилад», пароходом «Крым» и кораблём «Гавриил». Причём, 18 января 1839 г. был произведён в капитан-лейтенанты. 20 ноября 1847 г. получил чин капитана 2-го ранга, а 23 августа 1850 г. был пожалован чин капитана 1-го ранга.
В начале обороны Севастополя Юрковский находился на Корниловском бастионе и во время штурма 9 октября 1854 г. был ранен и контужен, за что получил орден Святого Владимира 3-й степени и аренду. Оправившись от раны, он снова вступил в ряды защитников Севастополя и был назначен начальником 4-го отделения оборонительной линии. В этой должности он оставался до своей смерти, последовавшей 11 июня 1855 г. от раны, полученной во время обороны Севастополя.
Во время 2-й мировой войны на территории Михайловского кладбища были погребены защитники Севастополя. Некрополь сильно пострадал в годы войны и нуждался в реставрации. В середине 80-х исполком Севастопольского горсовета передал территорию кладбища под застройку жилыми домами. Сохранившиеся надгробия контр-адмирала В. И. Галанина, капитана 1-го ранга Н. Ф. Юрковского, капитана 2-го ранга М. М. Коцебу и поручика Андрея Ессиповича были перенесены на Братское кладбище в г. Севастополь. Эксгумация не производилась.

## Награды
- Орден Святого Георгия 4-й степени за отличие в сражении у Варны (18.08.1828)
- Орден Святого Владимира 4-й степени с бантом (15.07.1829)
- Орден Святой Анны 2-й степени (21.12.1849)
- Орден Святого Владимира 3-й степени за отличие при обороне Севастополя (1854)

## Семья
- Сын Фёдор — революционер-народник, умер в заключении в Шлиссельбургской крепости.